# Autorità di bacino interregionale del fiume Lemene
L'Autorità di bacino interregionali del fiume Lemene è una delle Autorità interregionali istituite a seguito dell'art. 13 della legge del 18 maggio 1989, n. 183 che gestisce il bacino idrografico degli omonimo fiume.
Il territorio gestito è suddiviso fra i seguenti enti:
- Friuli-Venezia Giulia
  - Provincia di Pordenone
    - 15 comuni
- Veneto
  - Provincia di Treviso
    - 2 comuni

  - Provincia di Venezia
    - 11 comuni

La sede amministrativa è a Venezia.